# Усманово (Благоварский район)
Усма́ново (баш. Уҫман) — деревня в Благоварском районе Республики Башкортостан Российской Федерации. Входит в состав Тановского сельсовета.

## География

### Географическое положение
Расстояние до:
- районного центра (Языково): 25 км,
- центра сельсовета (Тан): 10 км,
- ближайшей ж/д станции (Благовар): 40 км.

## Население
| 2002 | 2009 | 2010 |
| ---- | ---- | ---- |
| 65   | ↘60  | ↘54  |

Национальный состав
Согласно переписи 2002 года, преобладающая национальность — башкиры (83 %).